# Palais Sorrento
Le Palais Sorrento ou Castet de l'Array ou parfois château de Mérillon, est une villa du XIXe siècle, construit à l’initiative de Joseph Mérillon, pour son épouse américaine, Cornélia Stewart-Clinch.
Il est situé au 25, rue du Castet de L’array, dans la commune de Pau, quartier Trespoey,dans le département français des Pyrénées-Atlantiques en région Nouvelle-Aquitaine.

## Histoire
Léon Jean-Pierre Joseph Mérillon, connu simplement comme Joseph Mérillon, héritier et dirigeant d’une des plus anciennes banques paloises, la banque Mérillon, sise alors au 22 de la place Clemenceau à Pau (actuelle banque Michel Inchauspé), achète, vers 1878, des terrains et une vieille ferme aux confins Est du chemin Trespoey. Il décide, à partir de 1880, en lieu et place de la vieille ferme, d’y faire bâtir, pour son épouse, la New-yorkaise, Cornélia Stewart-Clinch, fille d’un riche banquier de la 5th Avenue, une villa se voulant alors comme la plus grande et luxueuse de la ville.
En 1886, les travaux à peine terminés, le couple y organise de nombreuses fêtes durant ce qui fut l’âge d’or de la ville de Pau, ville anglaise puis américaine, où la villa s’inscrit alors parmi les 350, présentes dans et autour de la ville. Entre 1902 et 1910, de nombreux travaux sont exécutés afin d’étoffer le domaine, notamment le parc, qui sera entièrement remanié entre 1902 et 1905, par l’architecte-paysagiste Henri Martinet, concepteur des aménagements du parc Beaumont; ainsi que de nombreuses fabriques, qu’il réalise avec l’aide de l’architecte de la villa, M. Rigault.
En raison de son importance et de l’aura qu’elle provoque sur la sphère mondaine paloise, la villa se voit rapidement appelée « Palais Sorrento ».  La famille Mérillon gardera la propriété du domaine jusqu’en 1954 où Pierre Mérillon-Clinch le vend à une société immobilière qui morcèle le parc en lotissement en y créant une rue et divise la villa en appartements.

## Architecture
La villa est de plan rectangulaire flanqué d’une tour à l’Ouest et d’une vaste serre à l’Est. Elle est construite dans un style italianisant, dérive du style néo-Renaissance, à l’image de Osborne House, résidence estivale de la reine Victoria du Royaume-Uni. Celle-ci se compose de quatre niveaux et d’un cinquième pour la tour. Le quatrième niveau se voit pourvu d’une colonnade faisant le tour du bâtiment, et est surmonté par un toit-terrasse. Sur la façade sud, côté jardin, un escalier double hors-œuvre (ajout tardif des années 1910), réalisé entièrement en marbre de Carrare, conduit à la terrasse du péristyle soutenu par quatre cariatides représentant les quatre saisons.
Les travaux des architectes Henri Martinet et M.Rigault entre 1902 et 1905, ajouteront quelques fabriques au domaine, comme une source artificielle et un temple de Diane, construit en béton armé. 
Le domaine de 4,6 ha à l’origine, et clos par de hauts murs et les entrées et sorties se font par deux portails monumentaux, dont un est orné de statuettes en bronze. Deux pavillons de gardien, encore subsistants de nos jours, sont également accolés à ces portails.
En 1954, le parc est morcelé en grande partie en vue d’en faire un lotissement et la villa se voit divisée en appartements et son jardin réduit à 8200 m2. La rue du Castet de l’Array est alors percée dans la foulée.

## De nos jours
Copropriété privée, le palais Sorrento est exceptionnellement ouvert lors de visites guidées. Il fait en partie l'objet d'un épisode de l'émission Des racines et des ailes diffusé le 7 février 2018, intitulé "Passion patrimoine : Entre Béarn et Bigorre".

## Protection
L’édifice est inscrit monument historique par arrêté du 13 janvier 2014 : Le palais dans sa totalité, les restes de son parc, le temple belvédère, les fabriques de jardin et le pont en rocaille.